# Emma Penella
Manuela Ruiz Penella (Madrid, 2 de marzo de 1931-Madrid, 27 de agosto de 2007), conocida como Emma Penella, fue una actriz española de cine, teatro y televisión.
Hija del político Ramón Ruiz Alonso y de Magdalena Penella Silva, nieta del compositor Manuel Penella Moreno, bisnieta del también músico Manuel Penella Raga, hermana de las también actrices Elisa Montés (1934-2024) y Terele Pávez (1939-2017). Se casó con el productor de cine Emiliano Piedra con quien tuvo tres hijas: Emma, Lola y Emiliana. Además era tía de la actriz Emma Ozores (hija de su hermana Elisa Montés y del actor Antonio Ozores).
Actriz de marcada personalidad y prestigio desde la década de 1950, triunfó en el cine gracias a películas como El verdugo, de Luis García Berlanga y mantuvo una intensa actividad teatral. Renovó su popularidad en sus últimos años participando en las series de televisión Aquí no hay quien viva (2003-2006) y La que se avecina (2007).

## Biografía
Nació en el seno de una familia conservadora y con antecedentes artísticos. Su padre fue Ramón Ruiz Alonso, con responsabilidad en la denuncia, detención y asesinato de Federico García Lorca. Fue diputado por Granada entre 1933 y 1935 en las filas del partido conservador católico Acción Popular. Su tía materna era la tiple cómica Teresita Silva, hija del compositor Manuel Penella Moreno, que había tenido gran éxito con la ópera El gato montés.(Su hermana Elisa adoptó "Montés" como apellido artístico).

### Comienzos
En principio su familia se opuso a que Emma se dedicase a la interpretación. Al final lo consiguió y, tras abandonar sus estudios de Bachillerato, se incorporó al Teatro María Guerrero como meritoria. En 1949 participó en la película La duquesa de Benamejí, de Luis Lucia Mingarro, como doble de luces de Amparo Rivelles. Durante los primeros años cincuenta compaginó su trabajo en algunas funciones de teatro con varias películas en las que fue doblada ya que los nódulos que tenía en la garganta le hacían tener una voz no acorde con los gustos de la época, razón por la cual sería operada varias veces a lo largo de su vida aunque sin llegar a solucionar el problema. Por otro lado se convertiría en una de sus señas de identidad.
Con Los ojos dejan huellas (1952), de José Luis Sáenz de Heredia, le llegó su primera gran oportunidad en el cine. Le seguirían películas como Carne de horca, Cómicos (donde Juan Antonio Bardem utilizó por primera vez su voz), Los peces rojos y Fedra, de Manuel Mur Oti, que fue un escándalo en la época por el erotismo mostrado por Penella, algo común a otras películas de esa primera etapa como La cuarta ventana (1963), la única que protagonizó junto a sus dos hermanas Elisa Montes y Terele Pávez.

### Consolidación y matrimonio
Ese mismo año Luis García Berlanga le brindó la oportunidad de aparecer en El verdugo, su papel cinematográfico más celebrado. La cinta se proyectó en el Festival Internacional de Cine de Venecia y los organizadores ordenaron que la actriz entrara al Lido por la puerta trasera debido a la desaprobación al Franquismo de la comunidad internacional. Penella se negó y apareció por la puerta principal del recinto.
En 1966 participó en la película La busca, de Angelino Fons. Por esos años se casó con el productor Emiliano Piedra, lo que le permitió ofrecer papeles a actrices como Pilar Bardem. El matrimonio tendría tres hijas: Emma, Lola y Emiliana.
Desde 1969 espació más sus intervenciones, participando en películas producidas por su marido, como Fortunata y Jacinta, La primera entrega, de Angelino Fons y La Regenta, de Gonzalo Suárez, sus personajes más relevantes de esa época. Tras esta película se apartaría del mundo del cine durante más de una década.
Finalizada la Transición española, apareció en varios papeles de reparto a las órdenes de Francisco Regueiro, haciendo Padre nuestro y Carlos Saura actuando en El amor brujo y protagonizó la película de Eloy de la Iglesia titulada La estanquera de Vallecas, convirtiéndose en actriz fetiche de este director y quedando asociada al cine de temática transgresora. En la década de 1980 regresó al teatro para desarrollar una intensa actividad. En 1991 falleció su marido Emiliano Piedra, para quien recogió el Goya de Honor póstumo en 1992. En 1993 se despidió de las tablas con El enfermo imaginario, de Molière.

### El éxito televisivo
Cuando disfrutaba de un retiro interrumpido esporádicamente como en la película Pídele cuentas al Rey, la directora de casting, Elena Arnao, la visitó en 2003 en su casa para interesarse por su estado de salud. En respuesta, Emma bailó jota para ella y aceptó un papel en la serie de televisión Aquí no hay quien viva de Antena 3 obteniendo gran popularidad interpretando a Concha, pensionista malhumorada, rácana y cotilla. El personaje formaba el trío apodado como «Radio Patio» junto a Mariví Bilbao y Gemma Cuervo. Se hizo famosa por su frase «Váyase, señor Cuesta, ¡Váyase!» que repetía constantemente al personaje interpretado por José Luis Gil y parodiaba la frase «Váyase, señor González» que el expresidente del gobierno José María Aznar solía dirigir a su antecesor en el cargo Felipe González.
Descubierta así por el público más joven, en 2004 participó en el doblaje al español de la película de animación Los Increíbles. Al año siguiente, animada por su compañero José Luis Gil, lo hizo en la española El sueño de una noche de San Juan.
En 2007 comenzó a trabajar en una nueva serie de Telecinco llamada La que se avecina, heredera de Aquí no hay quien viva. En ella interpretaba a Doña Charo de la Vega, pensionista, farmacéutica aficionada y madre de Araceli (personaje interpretado por Isabel Ordaz) que guarda toda clase de medicamentos y se mostraba constantemente descontenta con la nueva vivienda que su yerno Enrique había adquirido. Durante los últimos meses de rodaje la salud de esta actriz se resintió por lo que productora decidió darle descanso utilizando para justificar la ausencia del personaje el habitual recurso de «irse de vacaciones al pueblo».
La actriz falleció el 27 de agosto de 2007 a los 76 años. Padecía insuficiencia renal, cardíaca y diabetes desde años atrás y a todo ello se sumó una sepsis de la que no se pudo recuperar. Fue enterrada en el Cementerio de la Almudena de Madrid al día siguiente, aniversario del fallecimiento de su marido. Ese mismo año, a título póstumo, recibió en el marco del Festival de Cine Iberoamericano de Huelva, el Premio Ciudad de Huelva que reunió en recuerdo suyo a su hermana Terele Pávez y su hija Emiliana además de amigos y compañeros de profesión. Fue enterrada en el cementerio de la Almudena donde se despidieron de ella muchos familiares suyos como su sobrina, Gonzalo Miró, su hermana, y muchos amigos como Fernando Tejero, Luis Merlo, Eduardo García Martínez, Laura Pamplona, Loles León, Mariola Fuentes, Mariano Ozores, María Asquerino y César Antonio Molina.
En un capítulo de la segunda temporada de La que se avecina que se titula "Un soltero, un yogur con fibra y un nuevo presidente", los personajes interpretados por José Luis Gil y Eduardo Gómez le rinden homenaje póstumo al decir el primero que echaba de menos a su suegra (Emma Penella) y responder el segundo que sin duda era una gran mujer.
El 27 de junio de 2011 se inauguró el paseo de la fama de Madrid, en el que tiene una estrella.

## Premios y candidaturas
Medallas del Círculo de Escritores Cinematográficos.
| Año  | Categoría               | Película                    | Resultado |
| ---- | ----------------------- | --------------------------- | --------- |
| 1952 | Mejor actriz secundaria | Los ojos dejan huellas.     | Ganadora  |
| 1956 | Mejor actriz            | Fedra.                      | Ganadora  |
| 1961 | Mejor actriz principal  | Sentencia contra una mujer. | Ganadora  |
| 1966 | Mejor actriz            | La busca.                   | Ganadora  |
| 1969 | Mejor actriz            | Fortunata y Jacinta.        | Ganadora  |
| 1995 | Mejor actriz            | Mar de luna.                | Ganadora  |

Premios Sant Jordi de Cinematografía.
| Año  | Categoría    | Película            | Resultado |
| ---- | ------------ | ------------------- | --------- |
| 1970 | Mejor actriz | Fortunata y Jacinta | Ganadora  |

Fotogramas de Plata.
| Año  | Categoría                      | Programa de TV           | Resultado |
| ---- | ------------------------------ | ------------------------ | --------- |
| 1981 | Mejor intérprete de televisión | Estudio 1: Sabor a miel. | Nominada  |

Otros premios.
- Premio del Sindicato Nacional del Espectáculo por la película El verdugo (1963).
- Premio Mayte (1995).
- Medalla de Oro al Mérito en las Bellas Artes(1997).
- Premio Júbilo (Compartido junto a Gemma Cuervo y Mariví Bilbao, actrices de Aquí no hay quien viva).
- Estrella en paseo de la fama de Madrid (2011).

## Trayectoria (selección)

### Cine
- Los ojos dejan huellas (1952) como Lola. (Director de cine José Luis Sáenz de Heredia).
- Carne de horca (1953) como Consuelo. (Cineasta Ladislao Vajda).
- Cómicos (1954) como Marga. (Director de cine Juan Antonio Bardem).
- Aventuras del Barbero de Sevilla (1954). (Cineasta Ladislao Vajda).
- El guardián del paraíso (1955). (Director de cine Arturo Ruiz Castillo).
- Los peces rojos (1955) como Ivón. (Cineasta José Antonio Nieves Conde).
- Fedra (1956) como Estrella. (Director de cine Manuel Mur Oti).
- El batallón de las sombras (1956) como Lola. (Director de cine Manuel Mur Oti).
- De espaldas a la puerta (1956) como Lola. (Director de cine José María Forqué).
- La guerra empieza en Cuba (1957). (Director de cine Manuel Mur Oti).
- Un marido de ida y vuelta (1957). (Director de cine Luis Lucia Mingarro).
- Un ángel tuvo la culpa (1960). (Director de cine Luis Lucia Mingarro).
- Sentencia contra una mujer (1960). (Director de cine Antonio Isasi-Isasmendi).
- Alegre juventud (1963). (Director de cine Mariano Ozores).
- El verdugo (1963) como Carmen. (Director de cine Luis García Berlanga).
- Duelo en el Amazonas (1964) . Dirección Eugenio Martin, Franz Eichhorn).
- La hora incógnita (1964) como prostituta. (Director de cine Mariano Ozores).
- Lola, espejo oscuro (1966) como Lola. (Director de cine Fernando Merino).
- La busca (1966) como Rosa. (Director de cine Angelino Fons).
- Fortunata y Jacinta (1970) como Fortunata. (Director de cine Angelino Fons).
- La Regenta (1974) como Ana Ozores. (Director de cine Gonzalo Suárez).
- Padre nuestro (1985) como María. (Director de cine Francisco Regueiro).
- El amor brujo (1986) como Tía Rosario. (Director de cine Carlos Saura).
- La estanquera de Vallecas (1987) como Doña Justa. (Director de cine Eloy de la Iglesia).
- Viento de cólera (1988) (Director Pedro de la Sota).
- Doblones de a ocho (1990) (Director Andrés Linares).
- Mar de luna (1994) (Director de cine Manolo Matji).
- Pídele cuentas al Rey (1999) (Director de cine José Antonio Quirós).
- Los novios búlgaros (2003) como Remedios. (Director de cine Eloy de la Iglesia).

### Televisión
| Año       | Título                              | Papel                                         | Notas         |
| --------- | ----------------------------------- | --------------------------------------------- | ------------- |
| 1988      | Juncal                              | Teresa Campos.                                | 7 episodios.  |
| 1992      | El Quijote de Miguel de Cervantes   | Teresa Panza.                                 | 5 episodios.  |
| 1998      | Blasco Ibáñez, la novela de su vida | Emilia Pardo Bazán.                           | Un episodio.  |
| 2003-2006 | Aquí no hay quien viva              | Concepción "Doña Concha" de la Fuente García. | 90 episodios. |
| 2007      | La que se avecina                   | Rosario "Doña Charo" de la Vega.              | 10 episodios. |

### Teatro
- El desdén, con el desdén (1951).
- Micaela (1962). De Adolfo Marsillach.
- Los baños de Argel (1979).
- Juana del amor hermoso (1983).
- Frank V (1988).En el Teatro María Guerrero.
- El señor de las patrañas. De Jaime Salom (1990).
- La taberna de los cuatro vientos (1994).
- El enfermo imaginario. De Molière (1996).
- ¿Le gusta Schubert? (1998).

## Ancestros
|  |                            |  |  |  |  |  |  |  |  |  |  |  |  |  |  |  |
|  | 4. Ricardo Ruiz Hernández  |  |  |  |  |  |  |  |  |  |  |  |  |  |  |  |
|  |                            |  |  |  |  |  |  |  |  |  |  |  |  |  |  |  |
|  |                            |  |  |  |  |  |  |  |  |  |  |  |  |  |  |  |
|  | 2. Ramón Ruiz Alonso       |  |  |  |  |  |  |  |  |  |  |  |  |  |  |  |
|  |                            |  |  |  |  |  |  |  |  |  |  |  |  |  |  |  |
|  |                            |  |  |  |  |  |  |  |  |  |  |  |  |  |  |  |
|  | 5. Francisca Alonso Fraile |  |  |  |  |  |  |  |  |  |  |  |  |  |  |  |
|  |                            |  |  |  |  |  |  |  |  |  |  |  |  |  |  |  |
|  |                            |  |  |  |  |  |  |  |  |  |  |  |  |  |  |  |
|  | 1. Manuela Ruiz Penella    |  |  |  |  |  |  |  |  |  |  |  |  |  |  |  |
|  |                            |  |  |  |  |  |  |  |  |  |  |  |  |  |  |  |
|  |                            |  |  |  |  |  |  |  |  |  |  |  |  |  |  |  |
|  | 12. Manuel Penella Raga    |  |  |  |  |  |  |  |  |  |  |  |  |  |  |  |
|  |                            |  |  |  |  |  |  |  |  |  |  |  |  |  |  |  |
|  |                            |  |  |  |  |  |  |  |  |  |  |  |  |  |  |  |
|  | 6. Manuel Penella Moreno   |  |  |  |  |  |  |  |  |  |  |  |  |  |  |  |
|  |                            |  |  |  |  |  |  |  |  |  |  |  |  |  |  |  |
|  |                            |  |  |  |  |  |  |  |  |  |  |  |  |  |  |  |
|  | 3. Magdalena Penella Silva |  |  |  |  |  |  |  |  |  |  |  |  |  |  |  |
|  |                            |  |  |  |  |  |  |  |  |  |  |  |  |  |  |  |
|  |                            |  |  |  |  |  |  |  |  |  |  |  |  |  |  |  |
|  | 7. Emma Silva Pávez        |  |  |  |  |  |  |  |  |  |  |  |  |  |  |  |
|  |                            |  |  |  |  |  |  |  |  |  |  |  |  |  |  |  |
|  |                            |  |  |  |  |  |  |  |  |  |  |  |  |  |  |  |